# Tonatico
Der etwa 7.000 Einwohner zählende Ort Tonatico („Ort der Sonne“) ist der Hauptort der gleichnamigen Gemeinde (municipio) mit insgesamt ca. 15.000 Einwohnern im mexikanischen Bundesstaat México. Seit dem Jahr 2020 ist der Ort als Pueblo Mágico eingestuft.

## Lage und Klima
Der Ort liegt in einem ca. 1645 m hoch gelegenen Tal im Süden des Bundesstaats México nahe der Grenze zum Bundesstaat Guerrero. Bis nach Mexiko-Stadt sind es ca. 120 km in nordwestlicher Richtung. Das Klima ist zumeist mild; Regen (ca. 1000 mm/Jahr) fällt nahezu ausschließlich während der Sommermonate. 

## Bevölkerung
| Jahr      | 2000 | 2020 |
| Einwohner | 7389 | 7021 |

Die meisten Einwohner der Kleinstadt sind indianischer Abstammung; auch der Anteil von Mestizen ist relativ hoch. Nur noch ein kleiner Teil der Einwohner der Gemeinde spricht den regionalen Nahuatl-Dialekt; Umgangssprache ist meist Spanisch.

## Wirtschaft
Der Feldbau bildete lange Zeit die Lebensgrundlage des Ortes. Heute sind auch Handel und Dienstleistungen aller Art (auch im Tourismusbereich) von großer Bedeutung für das Leben der Kleinstadt.

## Geschichte
Tonatico war bereits vor der Ankunft der Spanier und deren Stadtgründung von Nahuatl sprechenden Indios besiedelt; die offizielle Stadtgründung erfolgte jedoch erst im Jahr 1870. Die Bekehrung der Indios und die Verwaltung des Ortes lagen jahrhundertelang in den Händen des Franziskanerordens.

## Sehenswürdigkeiten
- Die doppeltürmige Hauptkirche des Ortes, das Santuario de Nuestra Señora de Tonatico, wurde gegen Ende des 17. Jahrhunderts errichtet; in ihr wird eine bereits im 16. Jahrhundert von Franziskanermönchen hierher gebrachte und weithin verehrte Marienstatue gezeigt. Das Innere der durch ein überkuppeltes Querhaus bereicherten Kirche ist einschiffig und im Stil des klassizistischen Barock gestaltet.[3]
- Im gartenartig gestalteten Freizeitgelände (Balneario) gibt es ca. 35 °C warme Thermalquellen.[4]

Umgebung
- Die imposanten Felshöhlen der Grutas de la Estrella befinden sich etwa 10 km südlich des Ortes.[5]
- Nur etwa 4 km nördlich liegt die ebenfalls als Pueblo Mágico anerkannte Stadt Ixtapan de la Sal.